# El Gall (Cercs)
El Gall és una masia del municipi de Cercs (Berguedà) inclosa en l'Inventari del Patrimoni Arquitectònic de Catalunya.

## Descripció
És una casa pairal aïllada, de planta baixa i dos pisos. Presenta teulada a doble vessant amb orientació inversa a la façana principal. Aparell de pedra petita irregular unida amb morter i arrebossada irregularment. Reforçada als escaires amb totxo i/o maó en un angle i amb carreus grossos i ben escairats en els altres angles. Teulada refeta i sobrealçada amb totxo vist i teula tradicional aràbiga. En el primer pis obertures irregulars a la façana.
A banda d'edificacions adjacents, destaca un petit cobert més separat de planta petita i senzilla però interessant per la solució de la coberta feta amb teula aràbiga tradicional a una sola vessant. Elements de suport en fusta.

## Història
Documentat el lloc des de molt antic. Per tradició popular sembla que la casa del Gall va ser centre d'una batalla entre una petita força musulmana i "gent de Berga" a l'alta edat mitjana. Si que és documentada l'any 1351 com a dipòsit del gra que es molia al desaparegut molí de la Font Gran.
Tot i que aquesta antiga documentació l'estructura actual de la casa, per composició i materials, cal situar-la a la primera meitat del segle xix. Aquesta va ser una important casa pairal que es mantingué habitada regularment just fins a l'any 1988.